# Žaba (film)
Žaba je československý komediální televizní film z roku 1988, natočený na motivy humoresky Marka Twaina Slavná skákající žába z okresu Calaveras (1865). Film režíroval Karol Strážnický a protagonistu Jima Smileyho ztvárnil Stano Dančiak.